# G. Siegle & Co.
Koordinaten: 48° 46′ 14,9″ N, 9° 9′ 43,8″ O

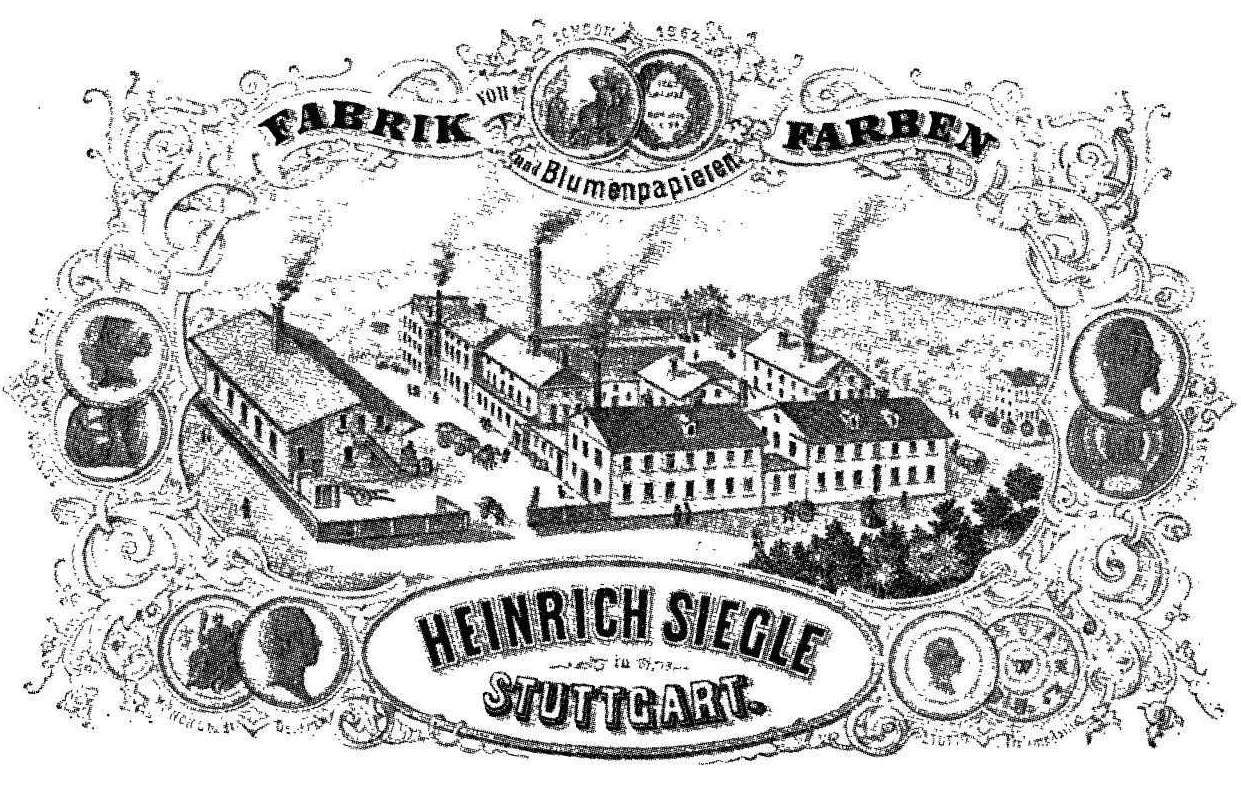
Siegles Farbenfabrik um 1865

Die G. Siegle & Co. GmbH war eine bedeutende Farbenfabrik in der Straßenecke Rotebühl-/ Hasenberg- und Augustenstraße in der baden-württembergischen Landeshauptstadt Stuttgart.  

## Geschichte
Das Unternehmen wurde 1845 von Heinrich Siegle in München gegründet. 1848 verlegte Siegle den Firmensitz nach Stuttgart, wo er ein Grundstück erworben hatte, das unmittelbar an das Firmengelände des Branchenkonkurrenten „Knosp´sche Fabrik“ angrenzte. Daran erinnert die heutige Knospstraße, die die beiden Unternehmen räumlich trennte. Im Laufe der Jahre wurde der Geschäftsumfang permanent vergrößert. Hierzu wurden weitere Grundstücke zugekauft, insbesondere solche, die bereits gewerbliche Infrastruktur aufwiesen und deshalb gut fortgenutzt werden konnten; das Unternehmen benötigte viel Platz und lag damit im Trend der Zeit zu großindustrieller Unternehmensform. Insbesondere waren es die Papier- und Textilindustrie, die die Nachfrage nach chemischen Produkten forcierten. Gefragt waren nicht mehr mühsam aus pflanzlichen oder tierischen Grundstoffen extrahierende Verfahren, sondern Verfahren, die es vermochten, aus Nebenprodukten der Steinkohleteerfabrikation synthetisierte Erzeugnisse auf den Markt zu geben.  
1853 wurde die erste Dampfmaschine der Firma G. Kuhn aus Stuttgart-Berg geliefert. 1854 wurde der erste Dampfkessel derselben Firma aufgestellt. 1863 übernahm der Sohn Gustav Siegle die Unternehmensführung. 1873 fusionierte Siegle mit der Badischen Anilin- und Sodafabrik und der Firma des anrainenden Chemie-Unternehmers Rudolf Knosp, zwecks gemeinsamer Erzeugung von Mineral- und Anilinfarben. Das Firmengeflecht löste sich 1889 wieder auf. In Feuerbach (das erst 1933 nach Stuttgart eingemeindet wurde) gründete er unter dem Namen „Offene Gesellschaft G. Siegle u. Co.“ eine neue Farbenfabrik. Sie war auf die Herstellung von Mineral- und Lackfarben spezialisiert und wirtschaftlich sehr erfolgreich. Ab 1898 wurde diese Firma als GmbH geführt. 
1905 verstarb Gustav Siegle nach einer Mehrzahl von Schlaganfällen. 1912 wurde das Gustav-Siegle-Haus fertiggestellt. 1917 übernahm die Firma „Pabst & Lambrecht“ aus Nürnberg Siegle. 1920 erwarb diese auch ein Werk in Besigheim.

## Marktumfeld in Stuttgart
Chemiefabriken gehörten neben Schokoladenherstellern wie Eszet, Moser-Roth oder Waldbaur zu den ersten bedeutenden Herstellungsbetrieben in Stuttgart. So wurde die „Jobst´sche Chininherstellung“ Anfang des 19. Jahrhunderts begründet und konnte 1826 schon auf internationalen Ruf in der Chinin-Herstellung verweisen. Chemiefabriken waren aber gleichzeitig die ersten, die Stuttgart aufgrund modifizierter gesetzlicher Bestimmungen wieder verlassen mussten, da sie sich mit dem im Wandel begriffenen Gebietscharakter des Standorts Stuttgart-Mitte nicht vereinbaren ließen.